# Hela världen för mig
Hela världen för mig, skriven av Thomas G:son, är en balladlåt som Sanna Nielsen framförde i den svenska Melodifestivalen 2003. Bidraget deltog vid semifinalen i Göteborg den 22 februari 2003, och tog sig direkt vidare till finalen i Globen den 15 mars 2003. Väl i final slutade bidraget på femte plats.
Sanna Nielsen förklarade inför uppträdandet att texten beskrev hur hon som kände som student.
"Hela världen för mig" utkom på singel 2003, där andra spåret är "All That It Takes", vilket är samma melodi fast med text på engelska. Singeln placerade sig som högst på 35:e plats på den svenska singellistan. Melodin testades på Svensktoppen, och låg på listan i sammanlagt 35 veckor under perioden 6 april-30 november 2003 innan den lämnade listan, med en andraplats som bästa resultat där. "Hela världen för mig" blev med Svensktoppens poängberäkningssystem fjärde bästa Svensktoppsmelodin under 2003.

## Låtlista
1. Hela världen för mig - 3:01
2. All That It Takes - 3:02

## Listplaceringar
| Lista (2003) | Topplacering |
| ------------ | ------------ |
| Sverige      | 35.          |

### Fotnoter
1. ↑  ”Svensktoppen”. 6 april 2003. http://sverigesradio.se/sida/topplista.aspx?programid=2023&date=2003-04-06. Läst 22 maj 2011.
2. ↑  ”Svensktoppen”. 30 november 2003. http://sverigesradio.se/sida/topplista.aspx?programid=2023&date=2003-11-30. Läst 22 maj 2011.
3. ↑  ”Svensktoppen”. 7 december 2003. http://sverigesradio.se/sida/topplista.aspx?programid=2023&date=2003-12-07. Läst 22 maj 2011.
4. ↑  ”Svensktoppen”. 26 februari 2003. http://sverigesradio.se/p4/svetop/2003.stm. Läst 22 maj 2011.
5. ↑  Placeringar på den svenska singellistan